# Étalle, Ardennes
Étalle är en kommun i departementet Ardennes i regionen Grand Est (tidigare regionen Champagne-Ardenne) i nordöstra Frankrike. Kommunen ligger  i kantonen Rocroi som ligger i arrondissementet Charleville-Mézières. År 2022 hade Étalle 96 invånare.

## Befolkningsutveckling
Antalet invånare i kommunen Étalle
Referens: INSEE